# Cielo de medianoche
Cielo de medianoche (título original: The Midnight Sky) es una película estadounidense de ciencia ficción dirigida por George Clooney y basada en la novela Good Morning, Midnight, de Lily Brooks-Dalton. Protagonizada por Clooney, Felicity Jones, David Oyelowo, Tiffany Boone, Demián Bichir, Kyle Chandler y Caoilinn Springall, se estrenó en la plataforma Netflix el 23 de diciembre de 2020.

## Sinopsis
Esta historia postapocalíptica sigue a Augustine (George Clooney), un solitario científico que tiene su base en el Ártico, mientras trata de impedir que Sully (Felicity Jones) y sus compañeros astronautas vuelvan a casa ante una misteriosa catástrofe global.
La historia comienza con Augustine Lofthouse, un astrónomo que ha dedicado su vida a la búsqueda de exoplanetas, quien descubre una luna habitable orbitando en torno a Júpiter (llamada K-23). Durante una conferencia en la que da a conocer su descubrimiento, conoce a Jean Sullivan, con quien comienza una relación sentimental. Después de quedar embarazada, Jean abandona a Augustine debido a su obsesión por el trabajo. Más tarde, ambos se encuentran y Jean le dice que tiene una hija, a la cual Augustine decide no conocer.
Años más tarde, en 2049, Augustine trabaja en un observatorio en el Ártico cuando se produce un desastre no especificado que contamina la superficie terrestre con radiación ionizante. Se niega a irse durante la evacuación de la base debido a su obsesión por el trabajo y a que padece una enfermedad incurable y terminal que requiere de hemodiálisis, quedando abandonado allí. Realiza una búsqueda de misiones espaciales en el sistema informático del observatorio, descubriendo que todas habían sido inactivadas. Solo la Aether, una nave de exploración a K-23 (la luna de Júpiter que Augustine descubrió) sigue activa y está de regreso a la Tierra. Su tripulación lleva tres semanas sin comunicación y desconocen la causa.
Después de un incendio en la cocina, Augustine descubre a una niña muda escondida en un armario. Intenta llamar por radio al exterior, pero nadie contesta a sus llamadas. A través de un dibujo de un arcoíris que la niña realizaba, August descubre que la niña se llama Iris y acaba encariñandose con ella. Tras muchos intentos por comunicarse con la tripulación de la  Aether, August descubre que su antena no es lo suficientemente potente como para contactarlos y decide planear un viaje hasta una estación meteorológica más al norte que cuenta con una antena más potente. Toman una moto de nieve y, durante el viaje, al atravesar una banquisa de hielo, esta se parte por el peso de la moto, que comienza a hundirse. Augustine logra poner a salvo a Iris, pero pierde su equipo de diálisis en el proceso (condenándolo a una muerte segura). Ambos logran llegar a la estación meteorológica, donde logran hacer contacto con Sullivan y la tripulación del Aether, quienes desconocen la situación de la Tierra. 
Su comunicación se interrumpe de repente cuando varios asteroides golpean a la nave, dañando el radar y la antena de comunicaciones. Para reparar el daño, la especialista de comunicaciones Sully (quien está embarazada), el comandante Adewole y la ingeniera de vuelo Maya realizan una caminata espacial para reparar la antena. Tras lograr su objetivo, se produce otra tormenta de asteroides que hiere a Maya, quien muere finalmente. Sully restablece las comunicaciones con Augustine, quien le dice que vuelva a K-23 y empiece una nueva vida allí. El piloto de la nave, Tom Mitchell, se niega; pero, tras observar la imagen de la Tierra arrasada a través del telescopio y escuchar un mensaje grabado por su esposa, comprende que lo mejor para la tripulación es regresar a la luna de Júpiter. Aun así, decide usar el transbordador para regresar a la Tierra y buscar a su familia. Sánchez, otro miembro de la tripulación que veía a Maya como una hija, decide acompañarlo para enterrar su cuerpo.
Sully vuelve a establecer contacto con Augustine y le dice que él fue la razón por la que se unió al programa espacial y que su madre Jean lo conocía porque le había regalado una roca lunar y que su nombre completo es Iris Sullivan. Augustine le dice que ya lo sabía, dejando claro que la joven Iris no era más que una alucinación. Adewole le pregunta cómo terminó en la base desde la que los contactó y Augustine contesta que pensó que podría ayudar a alguien (insinuando que sabía que Sully era su hija y que iba en aquella misión). Antes de salir al exterior para morir, Augustine le dice a Sully que está orgulloso de haberla conocido finalmente. Sully le describe cómo es K-23 y Augustine les proporciona un rumbo de regreso a K-23 a Sully y Adewole para que puedan dar a la humanidad un segundo comienzo.

## Reparto

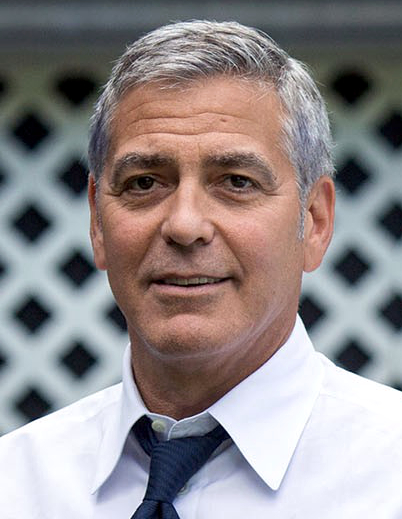
George Clooney dirigió y protagonizó la película.

- George Clooney es Augustine Lofthouse.
  - Ethan Peck es el joven Augustine Lofthouse.
- Felicity Jones es Iris Sullivan (Sully).
- David Oyelowo es Tom Adewole.
- Tiffany Boone es Maya Peters.
- Demián Bichir es Sánchez.
- Kyle Chandler es Mitchell Rembshire.
- Caoilinn Springall es Iris.
- Tim Russ es Brendan Greer.

## Diferencias entre el libro y la película
Tanto en la novela como en la película no se aclara que tipo de catástrofe asola la Tierra, sin embargo, en la película se insinúa que se debe a un evento que produce radiación (aunque no se especifica)
En la novela, se menciona que, tanto el observatorio Barbeau como la estación meteorológica del Lago Hazen, están instalados en el Ártico Canadiense, en la Isla de Ellesmere. En la película, ambas instalaciones parecen estar ubicadas en Groenlandia (ello se deduce de los primeros minutos de la película, cuando el personaje de Agustine está observando un mapa mundi en su ordenador de los puntos en los que hay picos de radiación)
En la novela, la tripulación de la Aether se compone de 6 astronautas de distintos países (Estados Unidos, Rusia, India, Sudáfrica e Israel) y su misión es explorar las lunas de Júpiter Ganímedes y Calisto. En la película, la tripulación se reduce a 5 astronautas, todos estadounidenses, que van a estudiar una luna ficticia habitable. Además los nombres de los personajes son cambiados.
Augustine se presenta en la novela como un hombre viejo y cansado, que se niega a abandonar el observatorio por su adicción al trabajo. En la película, Augustine es un enfermo terminal y, aunque también parece ser un adicto al trabajo, no quiere abandonar el observatorio porque le queda poco tiempo de vida. 
En la novela, Iris habla con Augustine en algunos momentos; sin embargo en la película no dice ninguna palabra.
En la novela, Augustine desconoce la existencia de la misión Aether y de su tripulación hasta que llega a la estación meteorológica y logra hacer contacto. En la película Augustine conoce la existencia de la misión y su tripulación desde el principio de la historia.
En la novela, Augustine no sabe que Sully (la especialista de comunicaciones del Aether) es su hija hasta casi el final de la novela. En la película, Augustine lo sabe desde el principio y se convierte en el principal motivo para intentar contactar con la nave y su tripulación.
Sully tiene una relación con el comandante de la misión y queda embarazada en la película. En la novela no se menciona esto (esto se debe a que la actriz que interpreta a Sully, Felicity Jones, quedó embarazada poco tiempo después de su elección y Clooney reescribió la historia)
En la novela, toda la tripulación de la Aether regresa a la Tierra tras atracar en la Estación Espacial Internacional. En la película solo regresan dos de los astronautas mientras los otros dos deciden volver a la luna de Júpiter y empezar una nueva vida allí.

## Producción
En junio de 2019 se anunció que George Clooney dirigiría y protagonizaría una película de corte postapocalíptico que sería distribuida por Netflix, y que iniciaría filmaciones en el mes de octubre. La actriz Felicity Jones, incluida en el reparto principal en junio, quedó embarazada poco tiempo después de su elección. Clooney optó por reescribir la historia de su personaje para evitar el uso de un doble de cuerpo. Kyle Chandler y David Oyelowo se unieron al reparto en agosto, y las actrices Tiffany Boone y Caoilinn Springall lo hicieron en octubre. En noviembre de 2019, Demián Bichir se unió al proyecto, seguido de Sophie Rundle, Ethan Peck, Tim Russ y Miriam Shor, en enero de 2020.
El rodaje dio inicio el 21 de octubre de 2019 y finalizó el 7 de febrero de 2020. Las escenas de Clooney en la base del ártico se rodaron antes de finalizar 2019, y las escenas en el espacio se grabaron en 2020.

## Recepción
The Midnight Sky recibió reseñas generalmente mixtas de parte de la crítica y la audiencia. En el sitio web especializado Rotten Tomatoes, la película posee una aprobación de 50%, basada en 250 reseñas, con una calificación de 5.7/10, y con un consenso crítico que dice: "The Midnight Sky carece del peso dramático para igualar su escala narrativa, pero sus defectos a menudo se equilibran con temas reflexivos y una actuación conmovedora del director y protagonista George Clooney." De parte de la audiencia tiene una aprobación de 26%, basada en más de 2500 votos, con una calificación de 2.3/5.
El sitio web Metacritic le dio a la película una puntuación de 58 de 100, basada en 48 reseñas, indicando "reseñas mixtas o promedio". En el sitio IMDb los usuarios le asignaron una calificación de 5.6/10, sobre la base de 83 772 votos, mientras que en la página web FilmAffinity la cinta tiene una calificación de 5.0/10, basada en 9315 votos.